# Bendt Søborg Jørgensen
Bendt Søborg Jørgensen, född 19 september 1815 i Köpenhamn, död 7 december 1888, var en dansk agronom.
Jørgensen tog polyteknisk examen 1836, blev 1849 docent och 1852 professor vid Den polytekniske læreanstalt i Köpenhamn samt förflyttades 1858 till den nyinrättade Landbohøjskolen. Redan 1855 valdes han till en av presidenterna för Landhusholdningsselskabet, vars verksamhet sedan dess vunnit allt större betydelse, och 1853-66 var han huvudredaktör av "Tidsskrift for landøkonomi", som innehåller många av honom författade avhandlingar. Han blev ledamot av svenska Lantbruksakademien 1863.